# شمشي أدد الرابع
شمشي أدد الرابع هو ملك لآشور من القرن 10 ق م، حسب قائمة ملوك آشور ذكرت أنه حكم لمدة 4 سنوات، من سنة 1054 إلى سنة 1050 ق م. بعد أن قام بخلع ابن أخيه إيريبا أدد الثاني من الحكم، عاصر حكم أداد أبلا إيدينا ملك بابل، استمر هذا الملك في محاربة للآراميين. وخلفه في الحكم إبنه آشور ناصربال الأول.